# Sanguèze
La Sanguèze est une rivière de l'Ouest de la France, dans les deux départements de la Loire-Atlantique et de Maine-et-Loire, en région Pays de la Loire, affluent de la Sèvre Nantaise en rive droite, donc sous-affluent de la Loire.

## Toponymie
Le nom Sanguèze est une forme altérée de Saint-Guaise, ou Saint-Vaise, encore prononcé Sainguèze dans la région.

## Géographie
Prenant sa source à La Renaudière, en Maine-et-Loire, elle prend une direction nord en traversant Villedieu-la-Blouère, Gesté et La Chaussaire, puis une direction ouest-sud-ouest, en faisant la limite départementale entre Maine-et-Loire et Loire-Atlantique, entre les communes de La Regrippière et Tillières. Elle traverse ensuite le vignoble du Muscadet, par Vallet, Mouzillon (où elle est enjambée par le Pont romain) et, au Pallet, où, après un parcours de 44 km, se jette dans la Sèvre Nantaise qui, elle-même se déverse dans la Loire.

### Affluents
En aval de La Chaussaire, la Sanguèze reçoit les eaux du ruisseau du Verret. Ensuite, elle reçoit le ruisseau de la Braudière et le ruisseau de la Digue à Tillières. À l'est de Mouzillon, elle est rejointe par la Logne.

## Gestion
Le S.A.G.E. de la Sèvre Nantaise englobe la Sèvre Nantaise, les Petite et Grande Maine, la Moine, l'Ouin et la Sanguèze.

## Renaturation

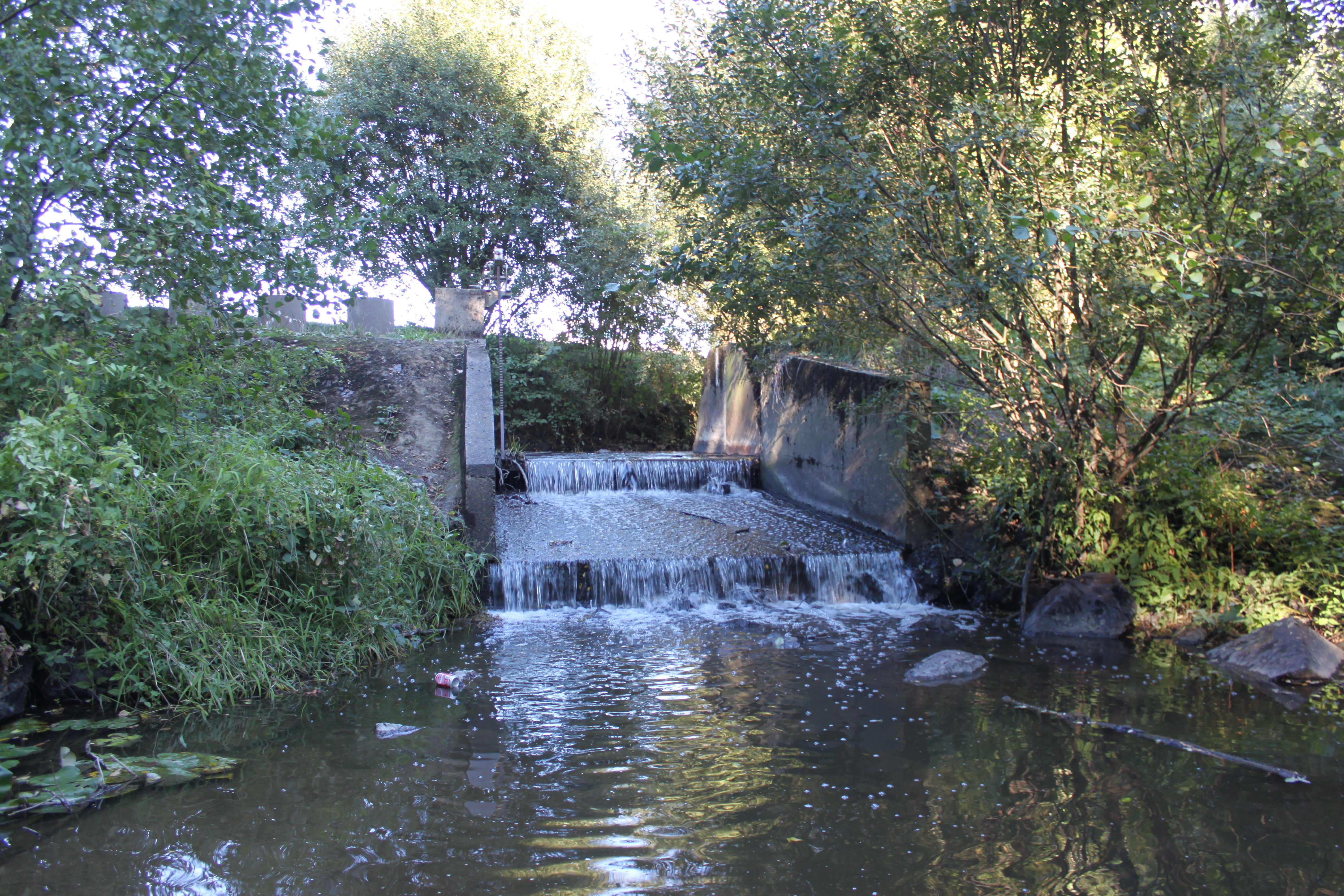
Le clapet de la Motte, ouvert définitivement dans le cadre de la renaturation à Mouzillon.

À l'été 2004, le Syndicat d'Aménagement de la Sanguèze expérimente un retour au cours naturel de la rivière en éliminant une partie des constructions retenant l'eau et modifiant le débit. Il s'agit aussi de maîtriser la pollution et le déclin de certaines espèces de poissons qui ne pouvaient pas survivre dans une eau sous-oxygénée car trop stagnante.
Ainsi, à l'étang de la Motte, dans le bas du bourg de Mouzillon, le clapet de retenue de la pièce d'eau est ouvert et l'espace libéré est réaménagé pour que la nature reprenne ses droits.
D'autres structures seront aussi modifiées, telles que des chaussées de vieux moulins à eau, autorisant le franchissement par les poissons, impossible jusque-là et l'arrêt d'accumulation de sédiments.
Les deux derniers tiers de la rivière vont être rendus au cours normal de l'eau.

## Galerie

À la Renaudière
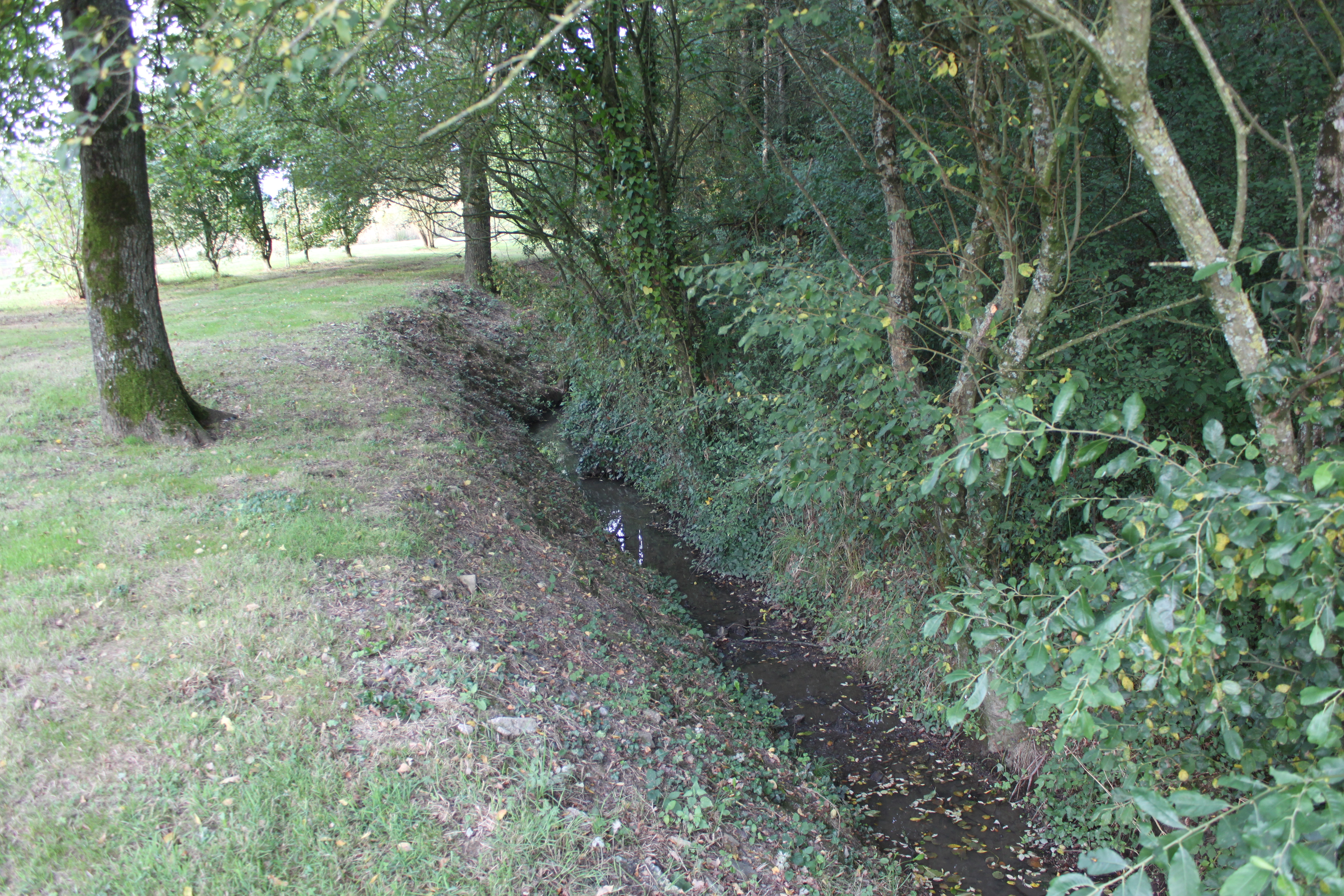
À la Case-D'Enfer, 500 m après sa source officielle.

À Gesté
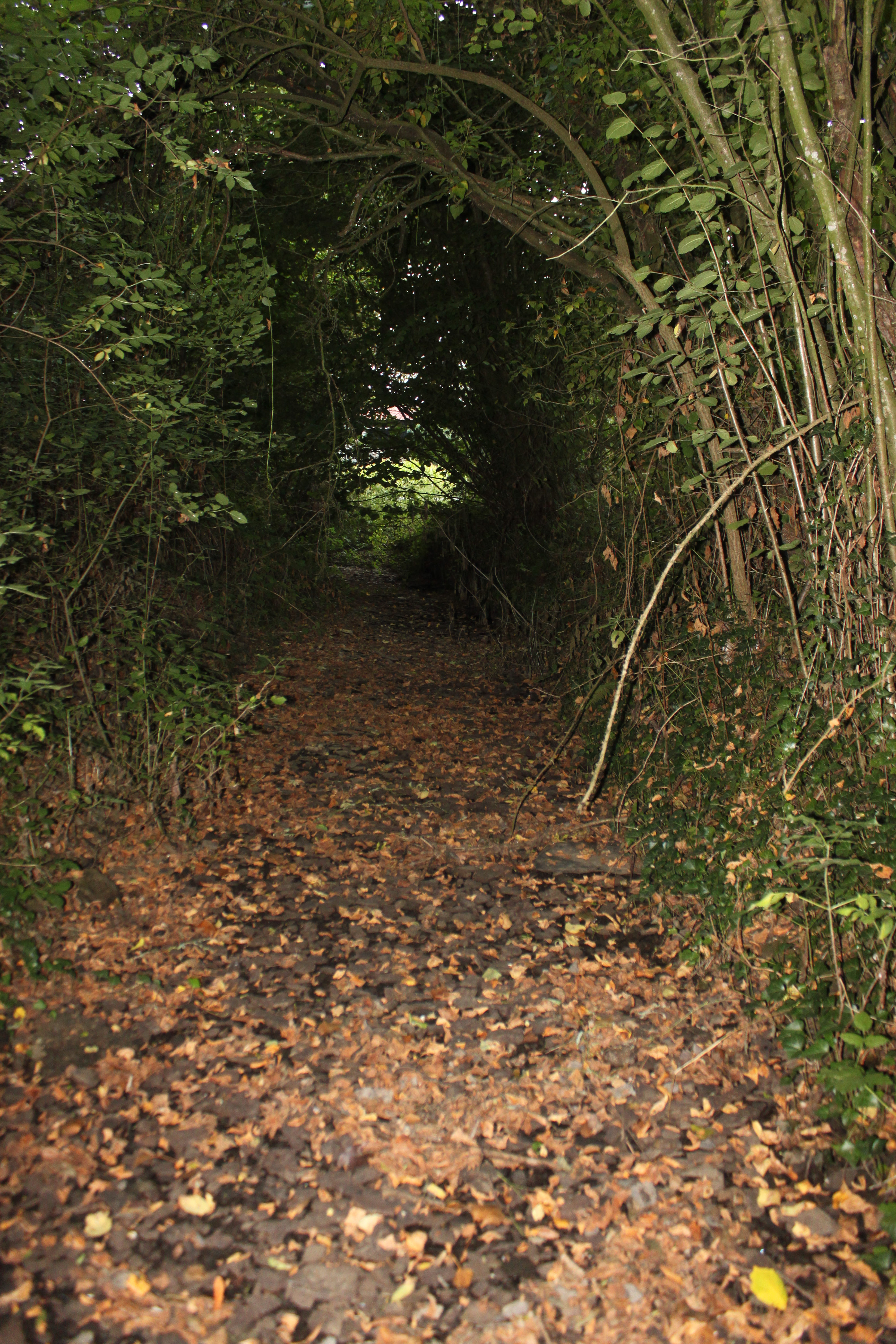
Entrée de la pêcherie, le Grand-Moulin, quelques mètres en aval de l'étang de la Thévinière.
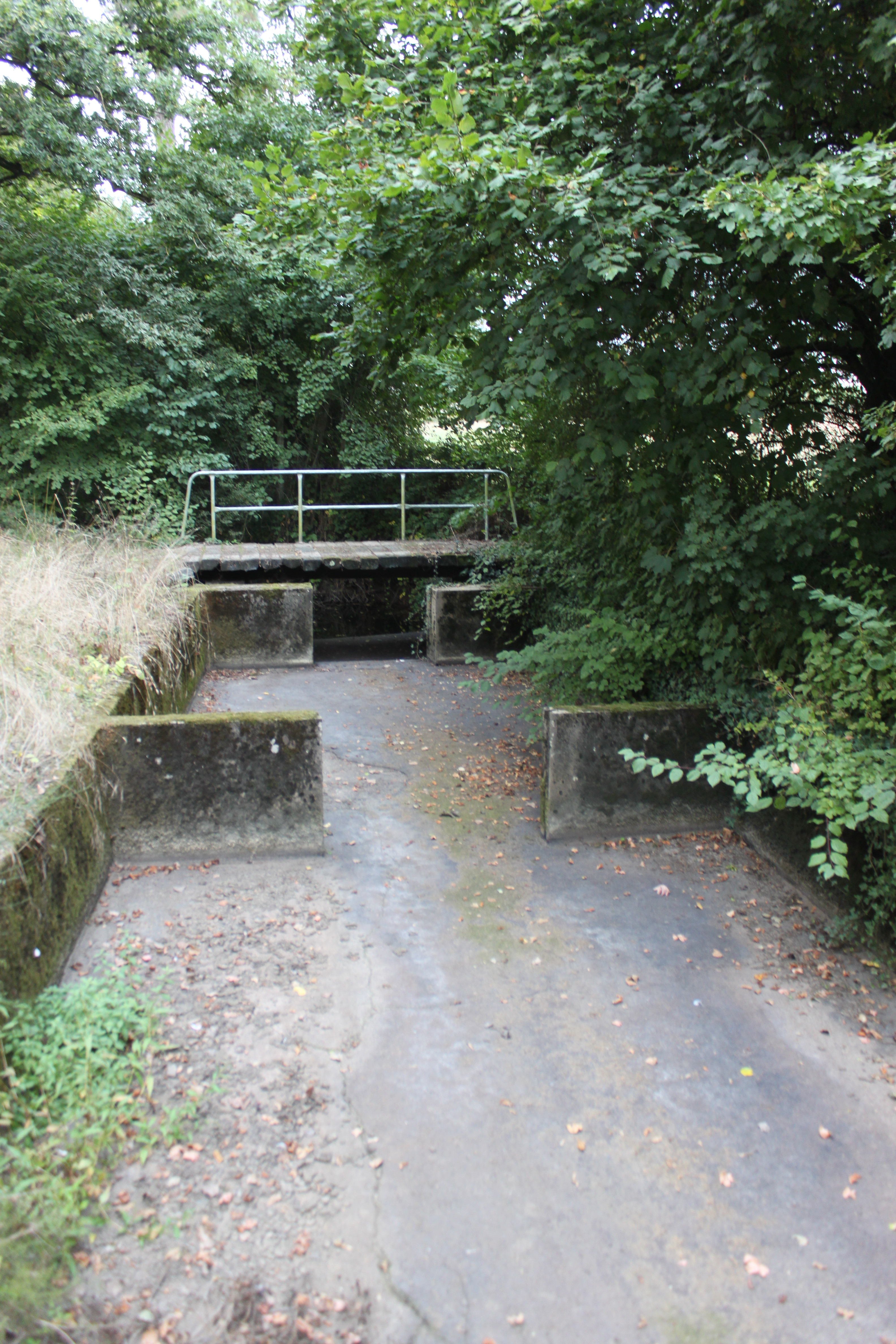
La pêcherie.
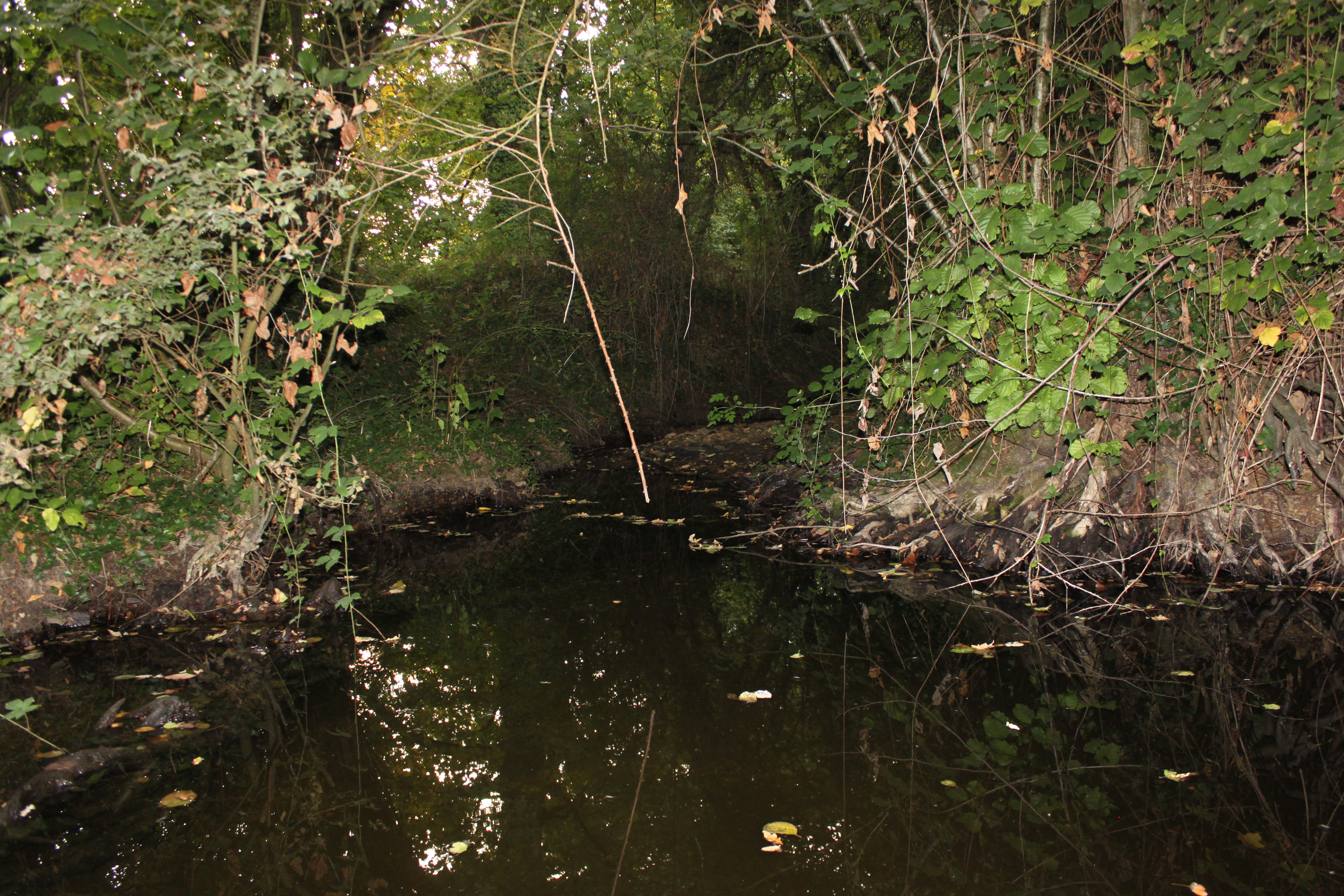
Sortie de la pêcherie.
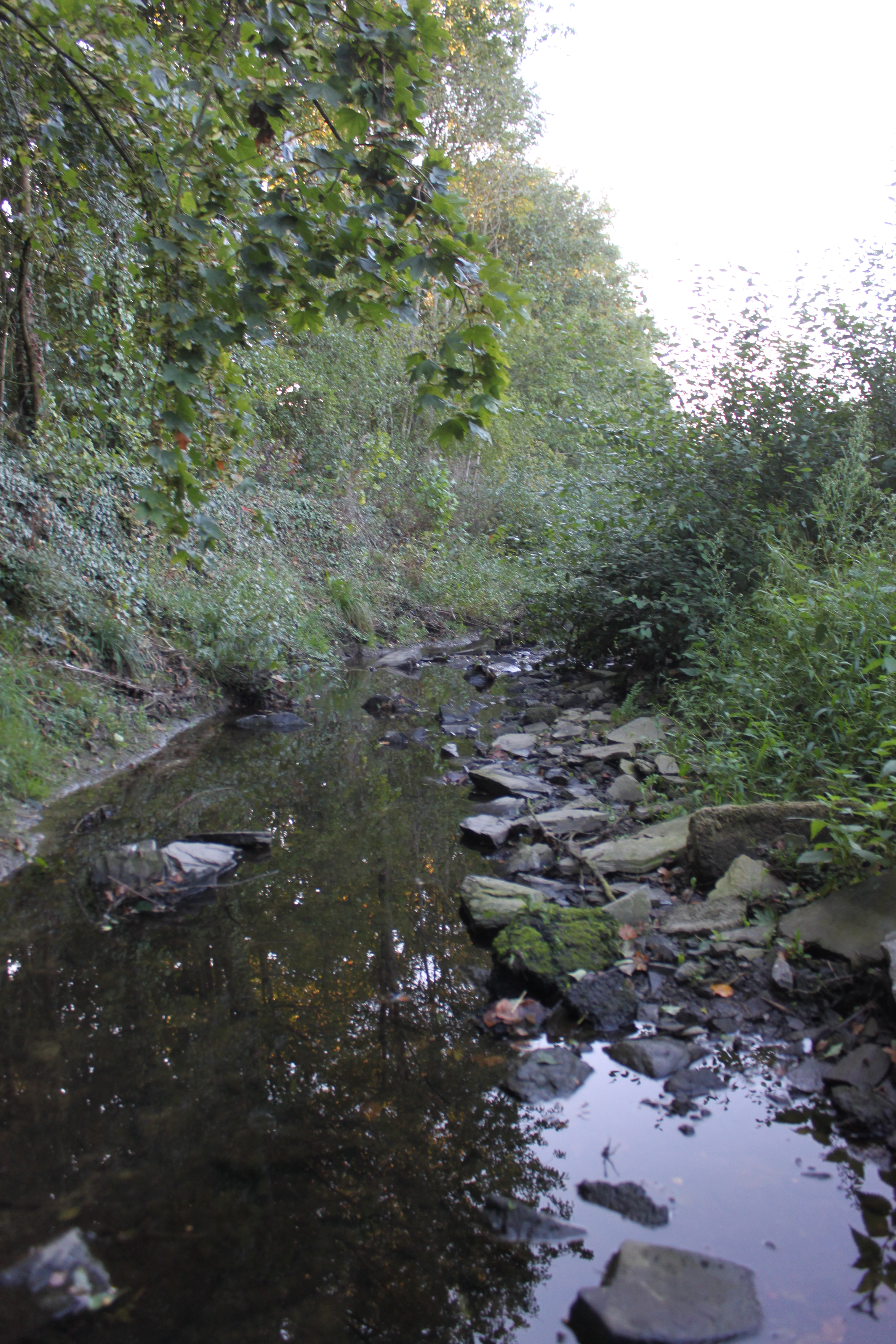
Quelques mètres en aval de la station d'épuration.
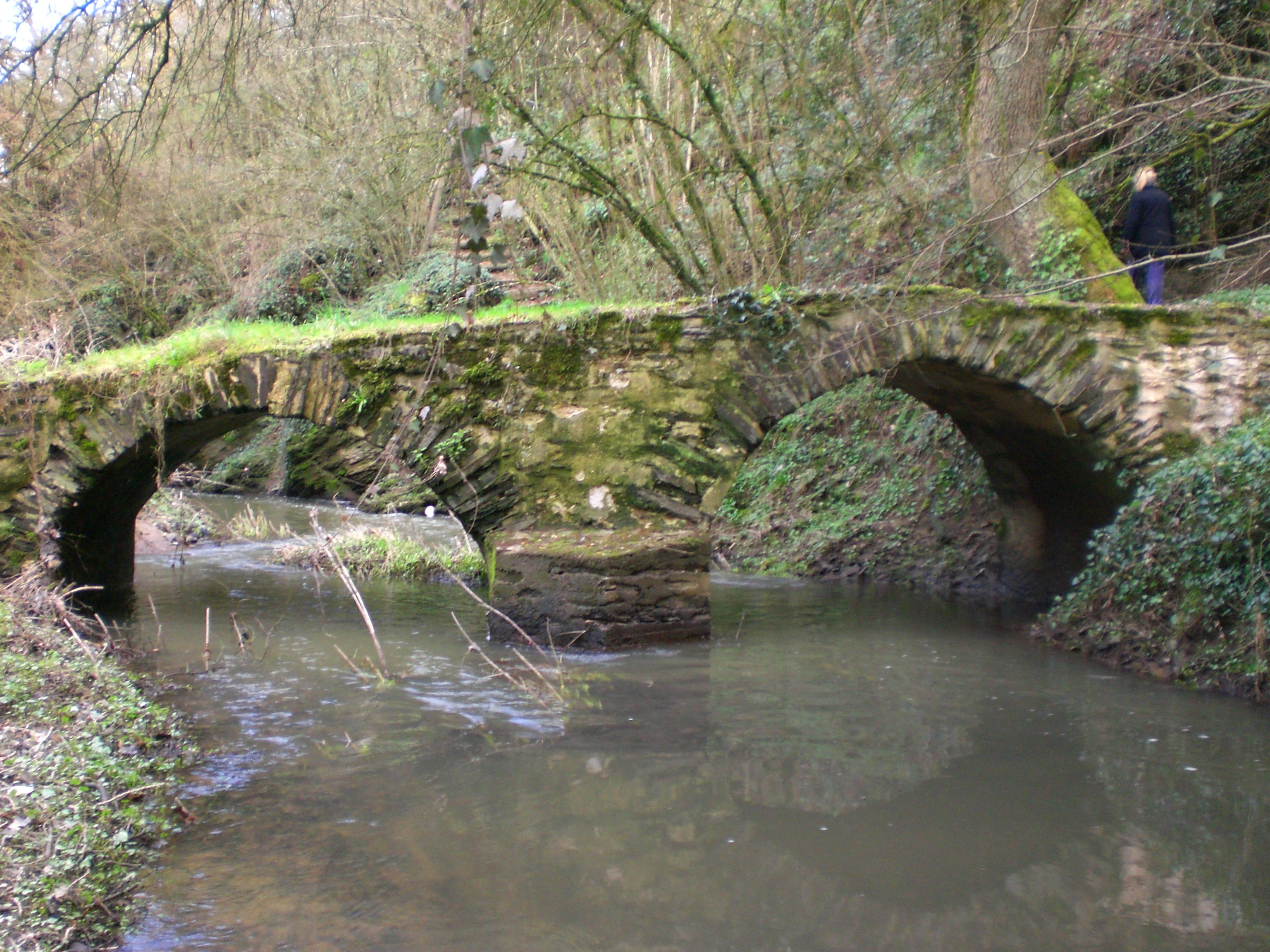
Pont romain (Ier siècle), au Moulin-de-la-Sanguèze, Gesté/la Regrippière.

À Vallet
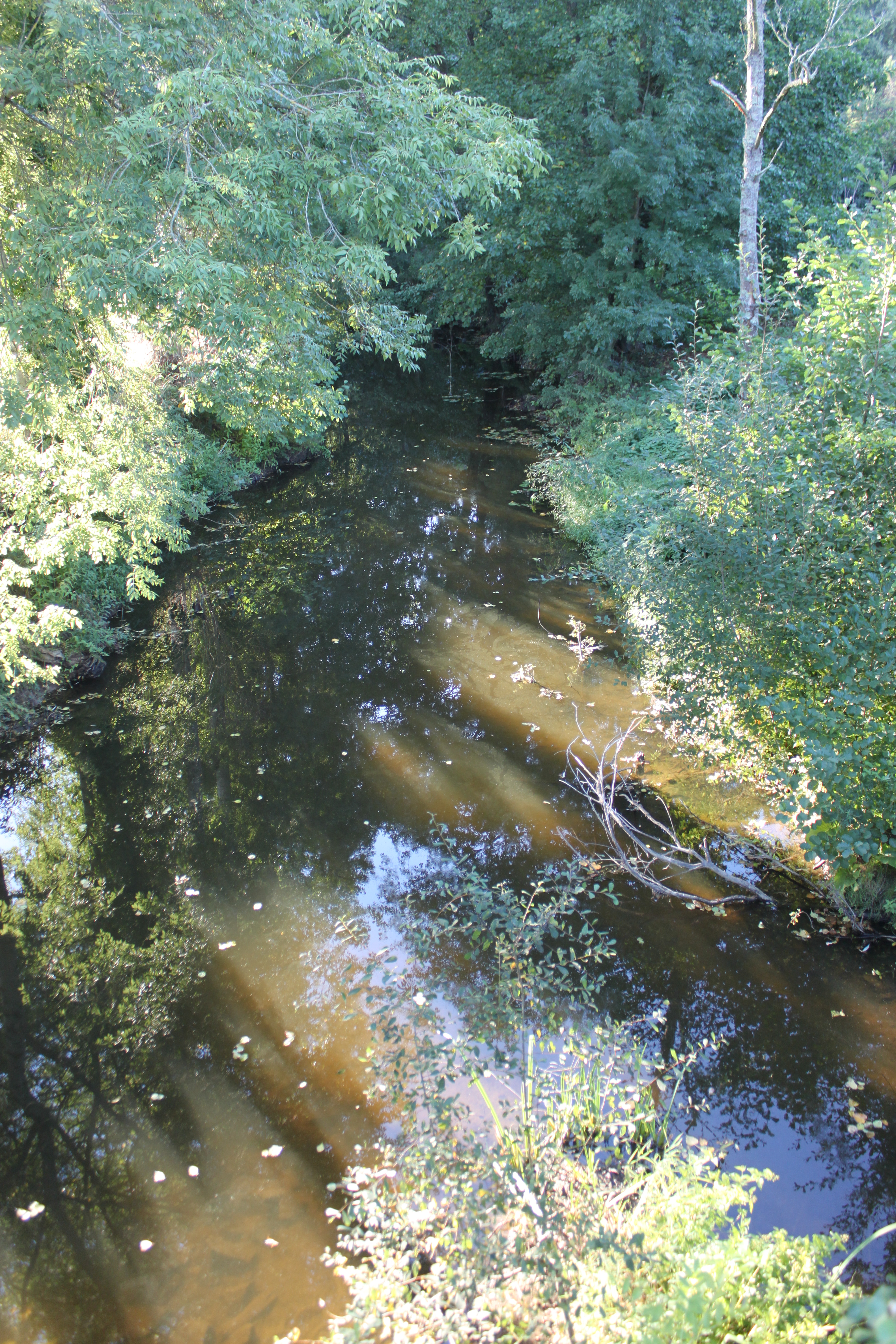
Au Moulin-Pichon.

À Mouzillon
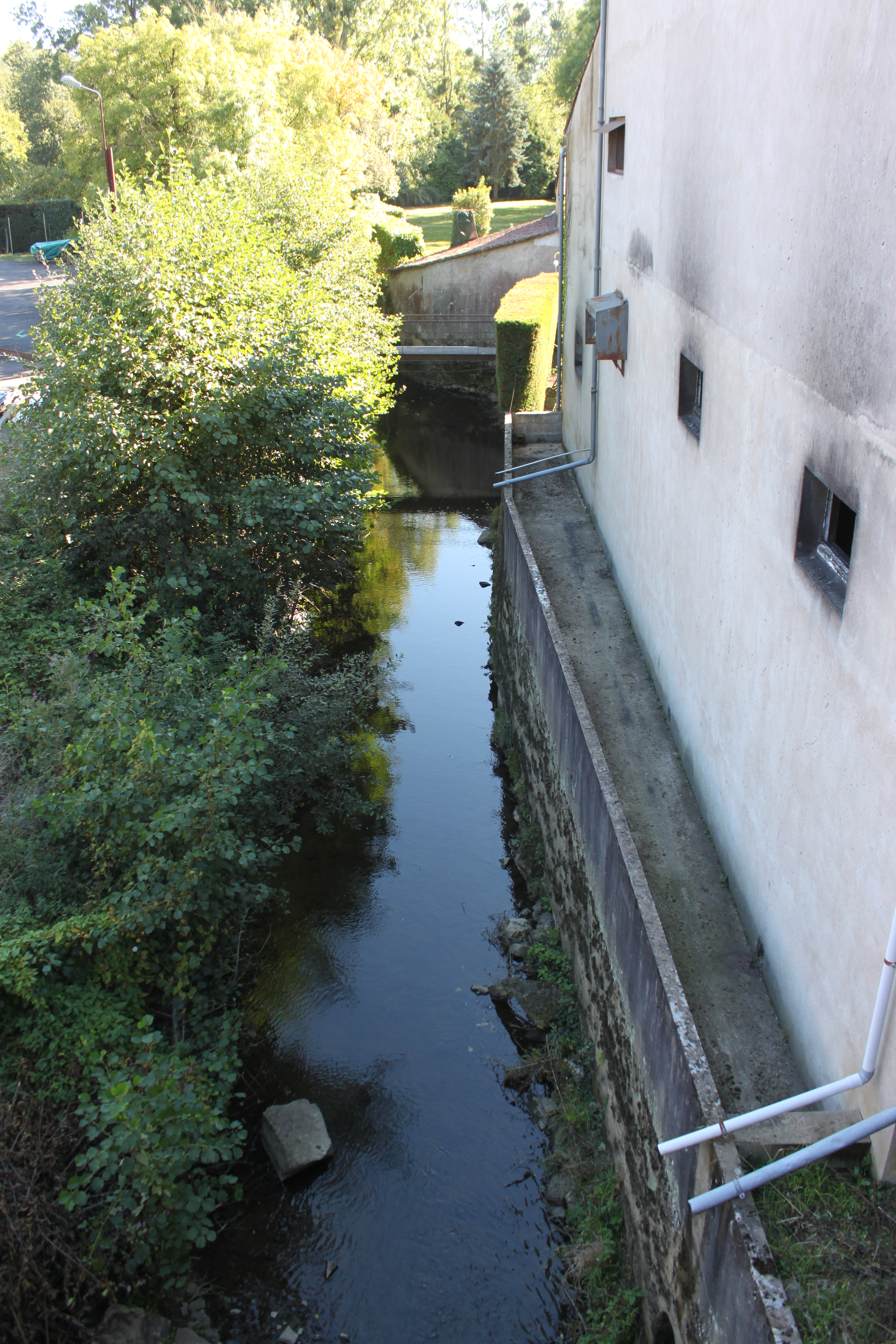
La Logne, affluent.
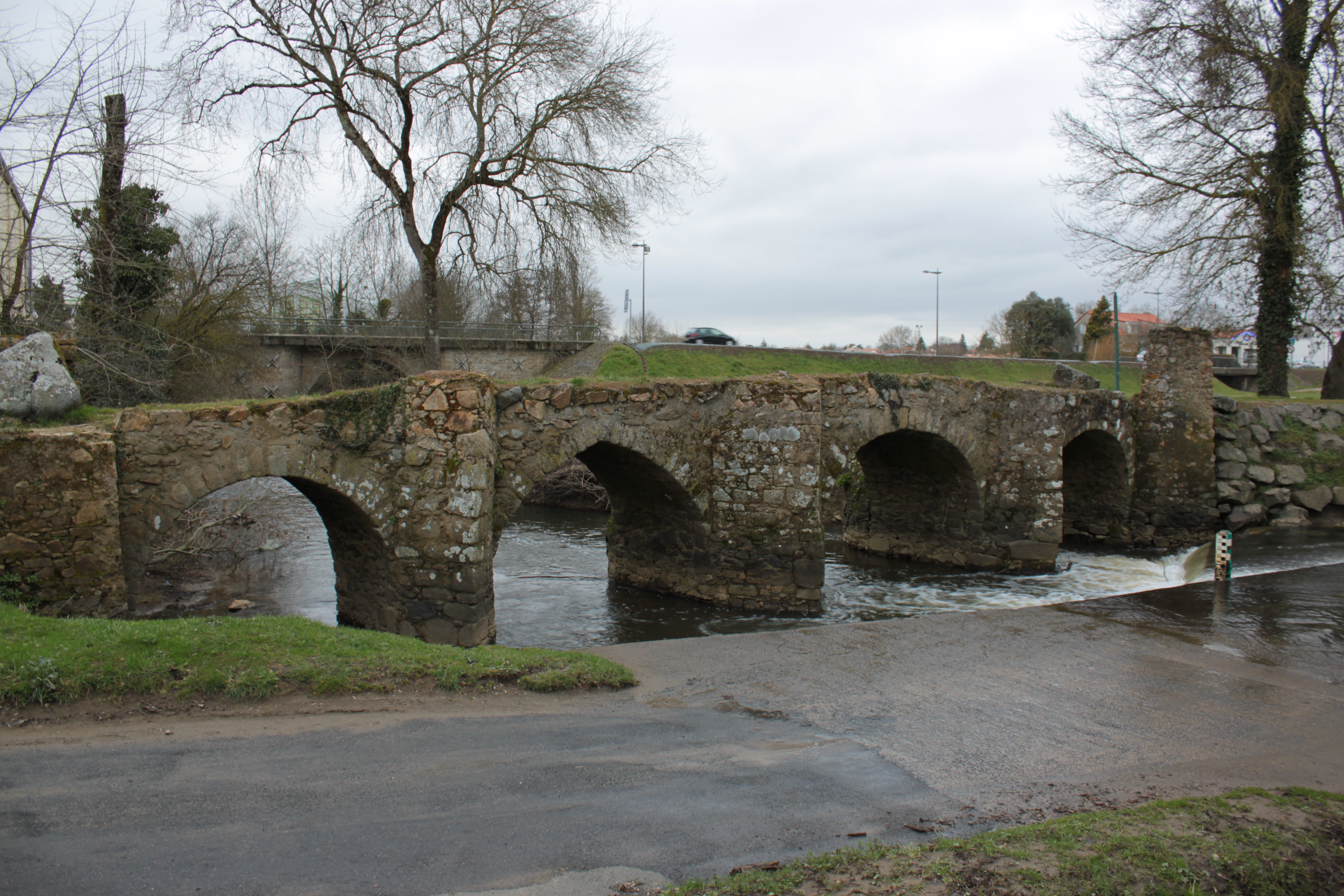
Pont romain (Ier siècle) de Mouzillon.
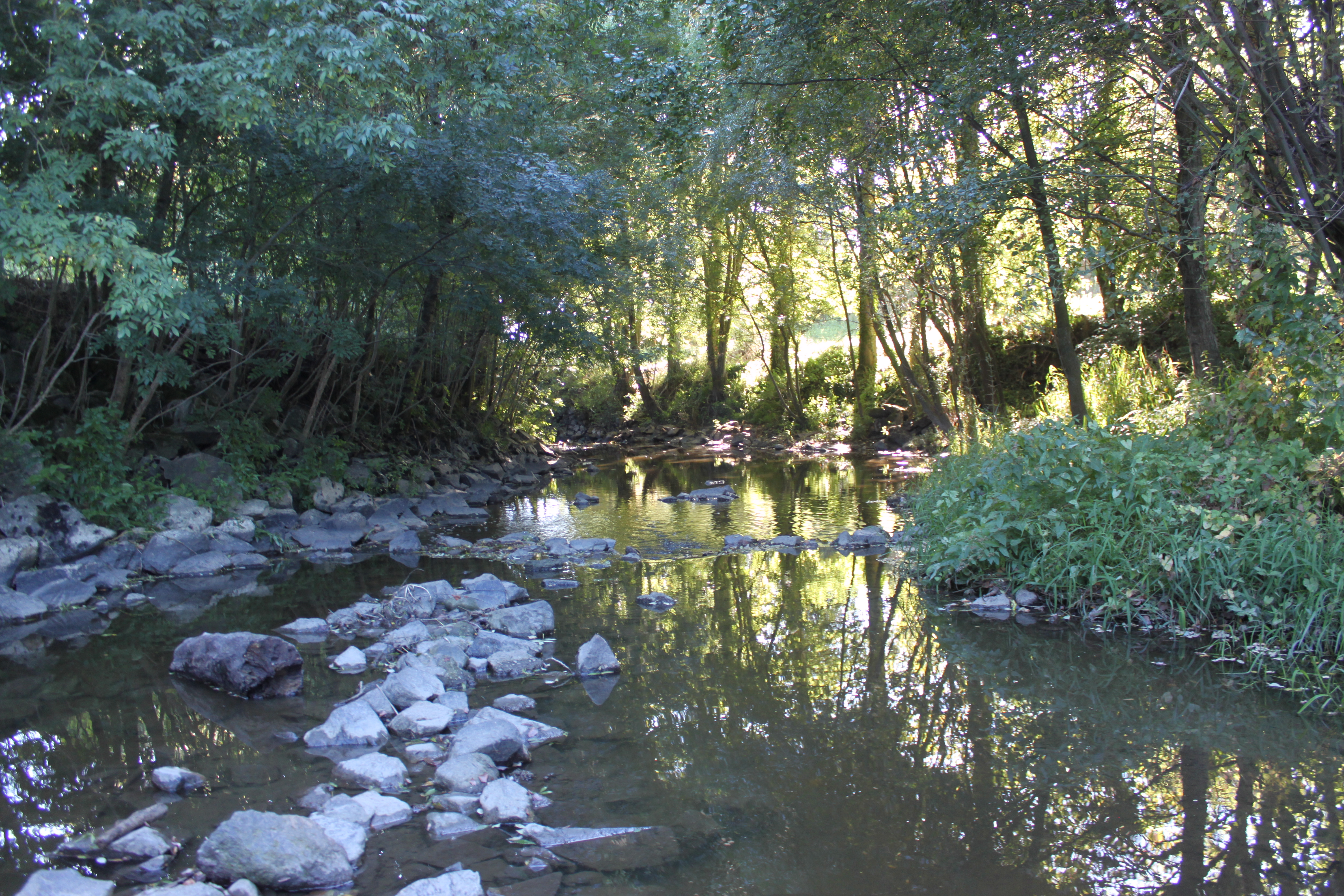
Après le clapet de la Motte.
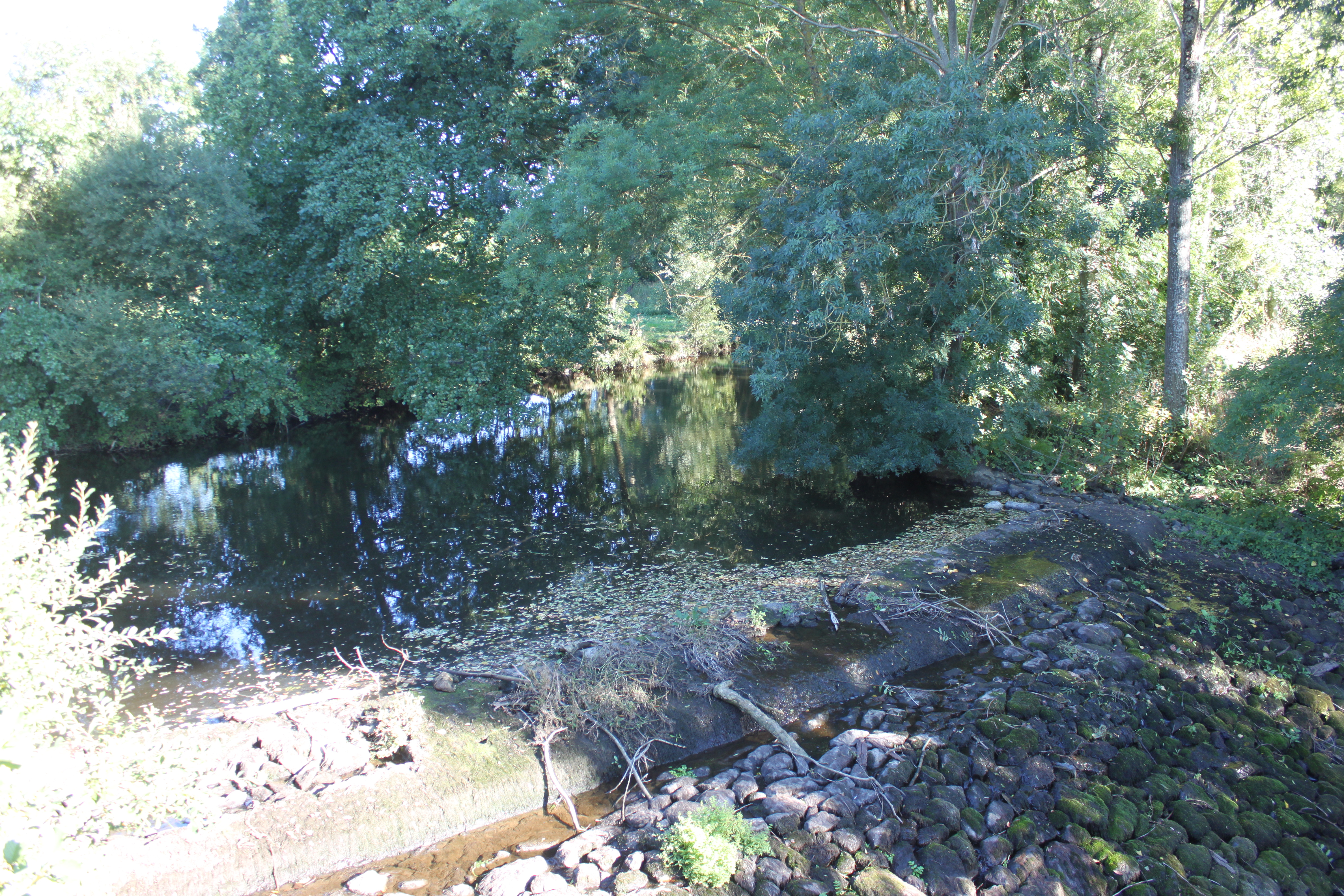
Le Bois-Chaudeau (ancien moulin).
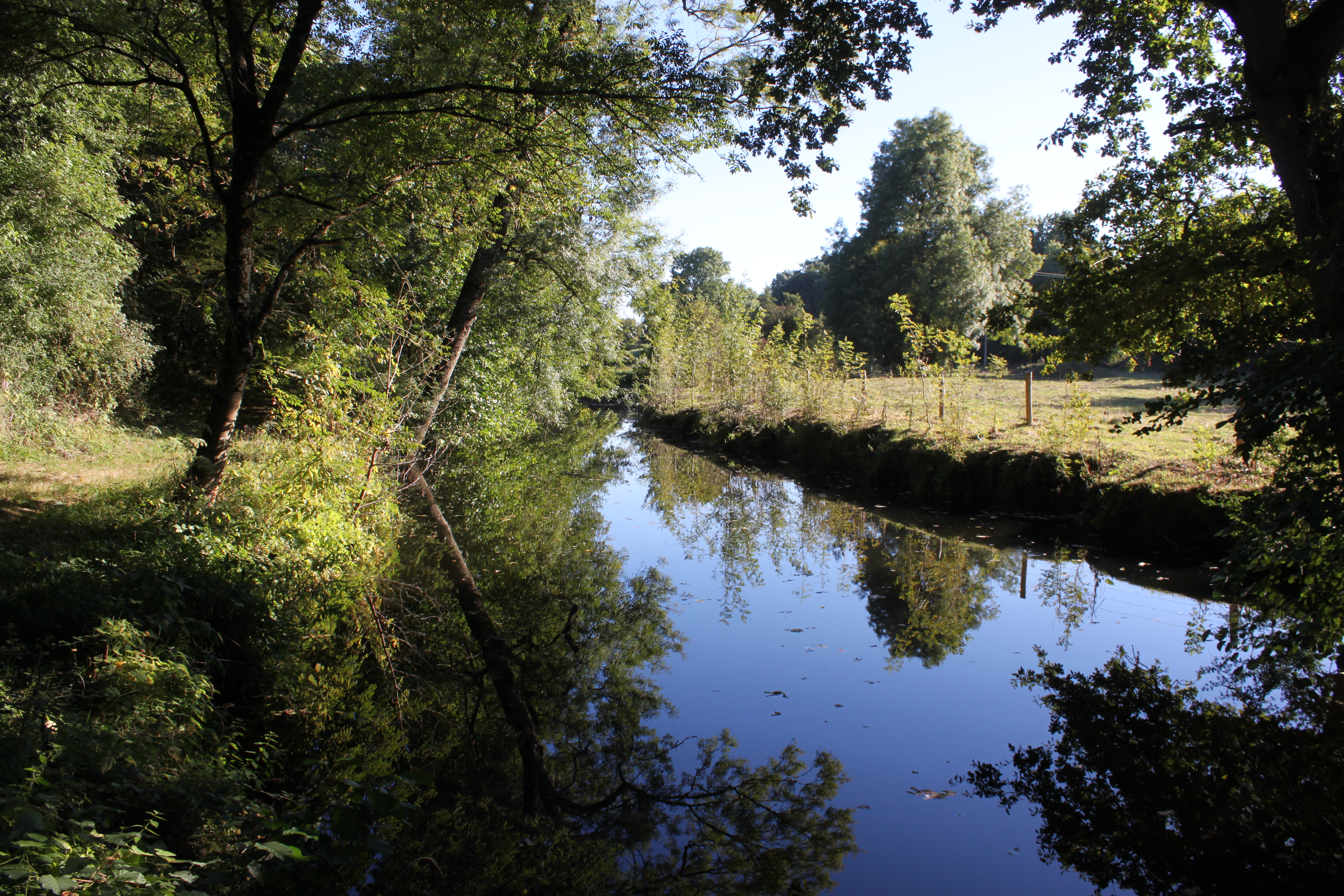
Les Bois.

Au Pallet
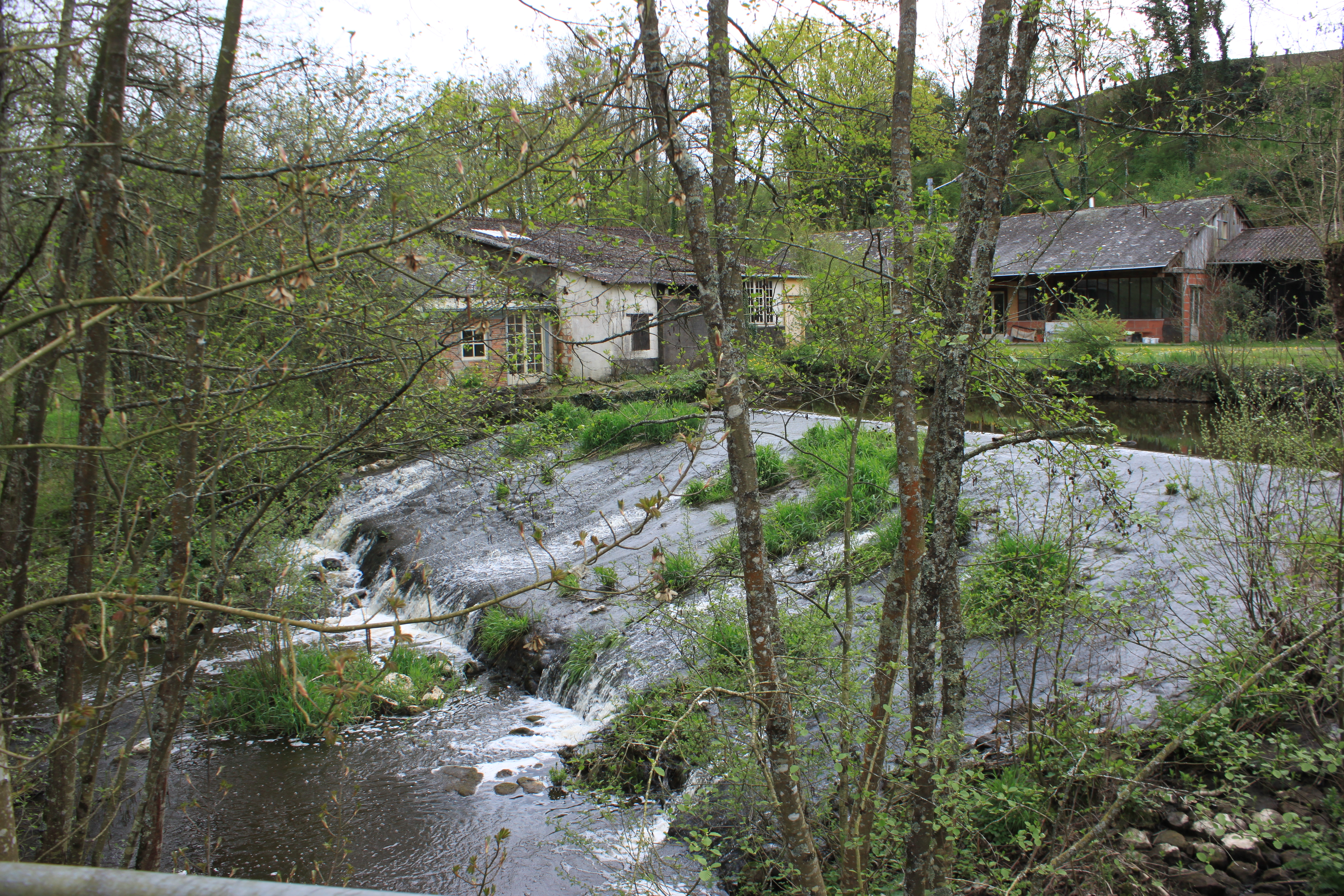
Le Moulin-de-la-Galissonnière.
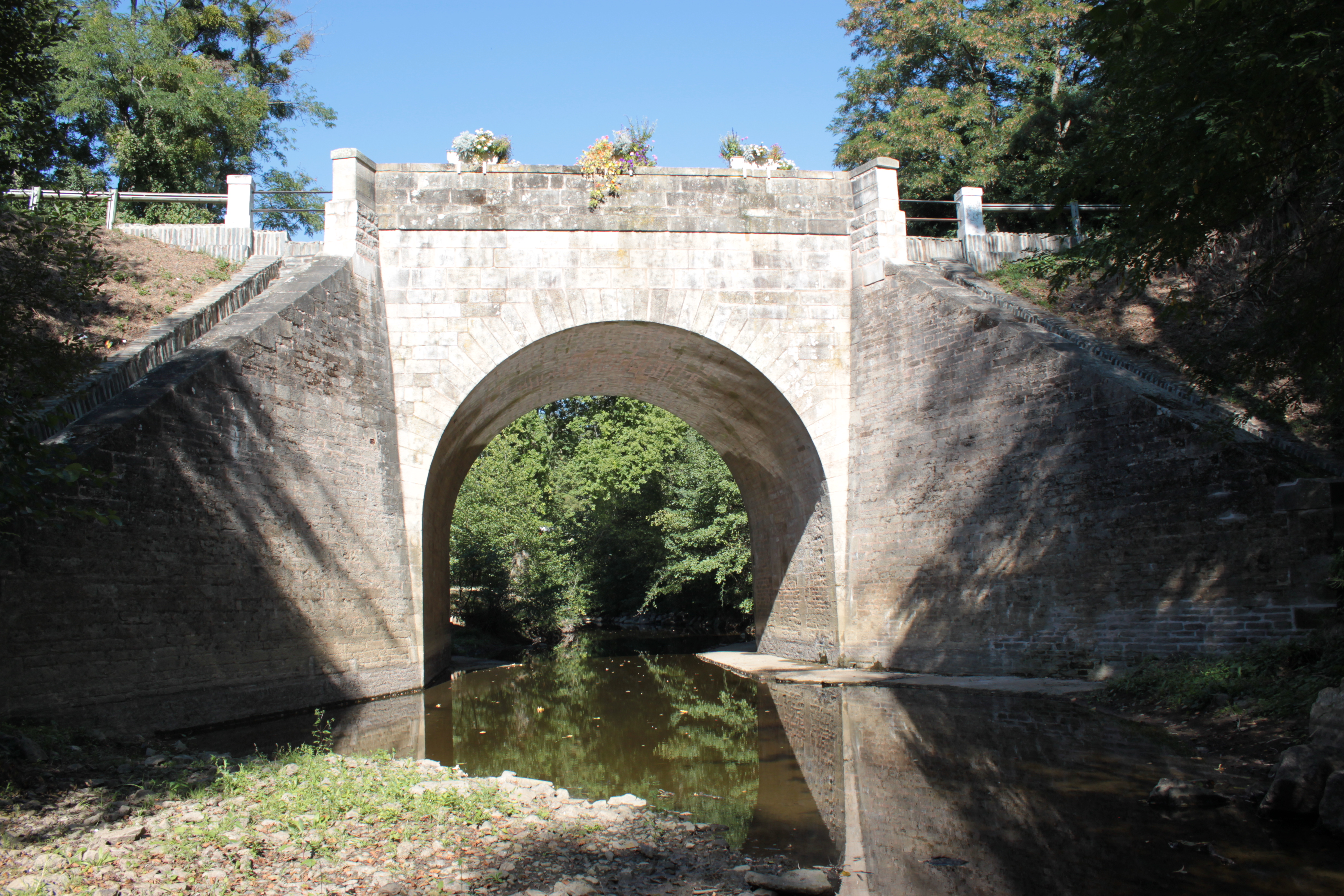
Le Pont-Cacault (1806), 500 m avant la Sèvre nantaise
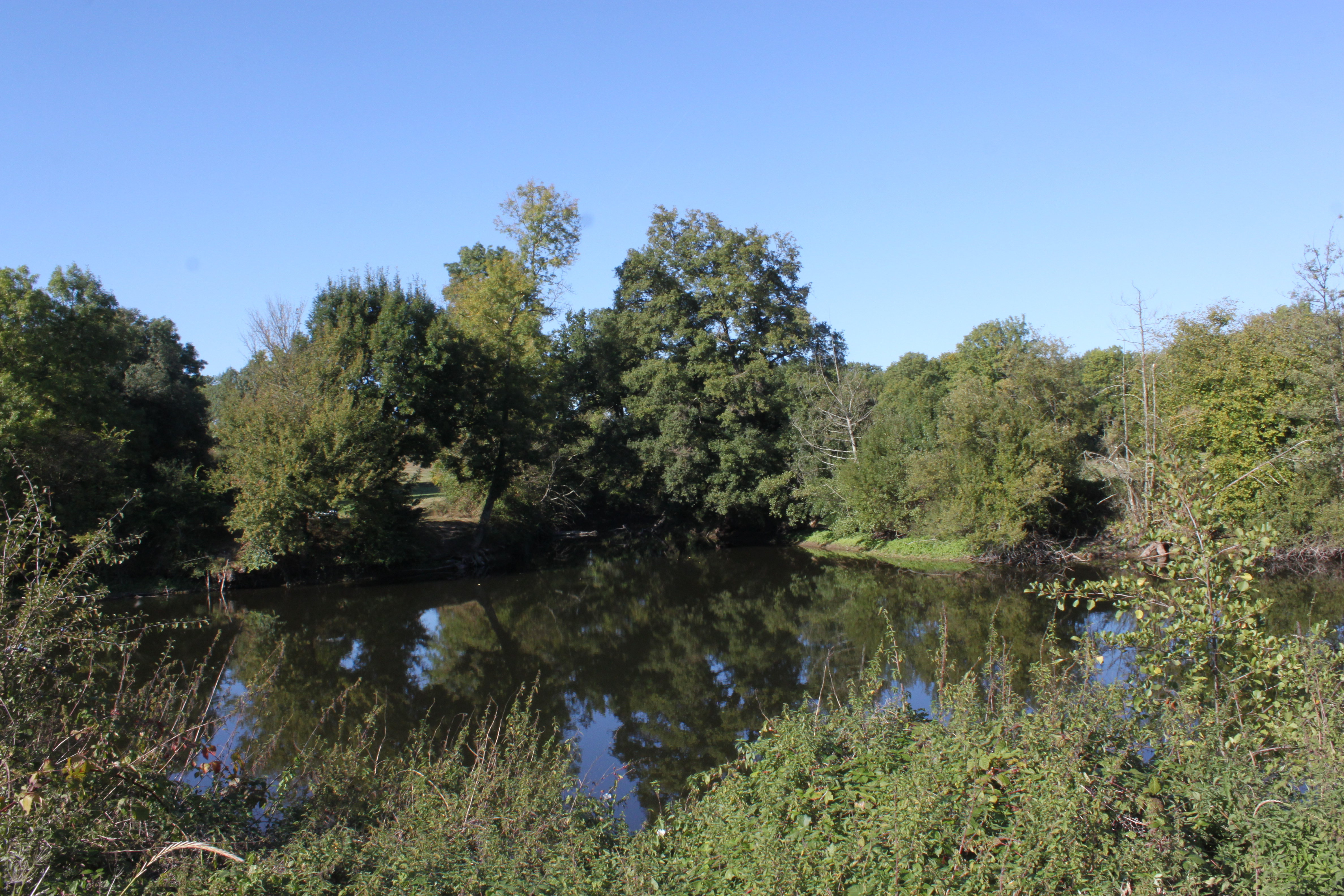
Sa confluence avec la Sèvre.